# Knut Lund
Knut Lund (Tuusula, 17 luglio 1891 – Helsinki, 14 gennaio 1974) è stato un calciatore finlandese, di ruolo difensore.

## Carriera

### Nazionale
Ha collezionato 4 presenze con la propria Nazionale.

## Statistiche

### Cronologia presenze e reti in Nazionale
| Cronologia completa delle presenze e delle reti in nazionale ― Finlandia | Cronologia completa delle presenze e delle reti in nazionale ― Finlandia | Cronologia completa delle presenze e delle reti in nazionale ― Finlandia | Cronologia completa delle presenze e delle reti in nazionale ― Finlandia | Cronologia completa delle presenze e delle reti in nazionale ― Finlandia | Cronologia completa delle presenze e delle reti in nazionale ― Finlandia | Cronologia completa delle presenze e delle reti in nazionale ― Finlandia | Cronologia completa delle presenze e delle reti in nazionale ― Finlandia |
| Data                                                                     | Città                                                                    | In casa                                                                  | Risultato                                                                | Ospiti                                                                   | Competizione                                                             | Reti                                                                     | Note                                                                     |
| ------------------------------------------------------------------------ | ------------------------------------------------------------------------ | ------------------------------------------------------------------------ | ------------------------------------------------------------------------ | ------------------------------------------------------------------------ | ------------------------------------------------------------------------ | ------------------------------------------------------------------------ | ------------------------------------------------------------------------ |
| 29-6-1912                                                                | Traneberg                                                                | Finlandia                                                                | 3 – 2                                                                    | Italia                                                                   | Giochi Olimpici 1912                                                     | -                                                                        |                                                                          |
| 30-6-1912                                                                | Traneberg                                                                | Finlandia                                                                | 2 – 1                                                                    | Russia                                                                   | Giochi Olimpici 1912                                                     | -                                                                        |                                                                          |
| 2-7-1912                                                                 | Stoccolma                                                                | Finlandia                                                                | 0 – 4                                                                    | Inghilterra                                                              | Giochi Olimpici 1912                                                     | -                                                                        |                                                                          |
| 4-7-1912                                                                 | Solna                                                                    | Finlandia                                                                | 0 – 9                                                                    | Paesi Bassi                                                              | Giochi Olimpici 1912                                                     | -                                                                        |                                                                          |
| Totale                                                                   |                                                                          | Presenze                                                                 | 4                                                                        |                                                                          | Reti                                                                     | 0                                                                        |                                                                          |